# بريسيلا أوليفيرا
بريسيلا أوليفيرا (بالبرتغالية: Priscila Oliveira Heldes‏) (27 مارس 1992 في البرازيل - ) هي لاعبة كرة طائرة برازيلية في مركز ممرر ‏.

## وصلات خارجية
- بريسيلا أوليفيرا على موقع عالم الكرة الطائرة (الإنجليزية)